# Prasma sorenseni
Prasma sorenseni är en spindeldjursart. Prasma sorenseni ingår i släktet Prasma och familjen Triaenonychidae.

## Underarter
Arten delas in i följande underarter:
- P. s. regalia
- P. s. sorenseni